# Badis kanabos
Badis kanabos е вид бодлоперка от семейство Badidae.

## Разпространение
Видът е разпространен в Индия (Асам).